# Suzanne Farrell
Pour les articles homonymes, voir Farrell.
Suzanne Farrell (née le 16 août 1945 à Cincinnati) est une danseuse et pédagogue américaine.

## Biographie
Elle est formée à la danse classique dans sa ville natale à Cincinnati, puis à la School of American Ballet. En 1961, elle est engagée au New York City Ballet. Elle y devient danseuse principale et l’une des muses du chorégraphe George Balanchine. Elle crée pour lui une quantité de rôles dans ses œuvres,. Longiligne, possédant une grande musicalité et un sens inné du rythme, elle est considérée par Balanchine comme un « stradivarius ». Mais lorsqu’elle fréquente un autre danseur de la compagnie, le Péruvien Paul Meija, une tension se crée avec George Balanchine. Elle quitte alors la compagnie en 1969, avec Paul Meija, devenu son mari. Elle se produit pendant une courte période au Ballet national du Canada, puis rejoint le Ballet du XXe siècle de Maurice Béjart jusqu’en 1975. Elle y est souvent la partenaire de Jorge Donn. En 1975, elle revient au New York City Ballet et Shonach Mirk reprend ses rôles à Bruxelles. Elle fait ses adieux à la scène dans cette compagnie en 1990,.
Elle enseigne à la School of American Ballet et, en 2000, fonde sa propre compagnie, le Suzanne Farrell Ballet (en), basé au John F. Kennedy Center for the Performing Arts à Washington, D.C..
Un documentaire lui est consacré en 1996, Suzanne Farrell: Elusive Muse, nommé pour l'Oscar du meilleur film documentaire lors de la cérémonie de 1997. Elle a également publié ses mémoires intitulés Holding On the Air, en 1996.

## Distinctions
- 2000 : Légende vivante de la Bibliothèque du Congrès (en)
- 2003 : National Medal of Arts
- 2005 : Kennedy Center Honors
- 2004 : Docteur honoris causa de l'université Harvard[3]
- 2005 : Médaille présidentielle de la Liberté
- 2005 : Capezio Dance Awards[4]